# Marquesado del Castañar
El Marquesado del Castañar es un título nobiliario español creado el 18 de junio de 1766 por el rey Carlos III a favor de Fernando de Bustillo y Gómez de Arce, Comisario ordenador de la Marina. Era hijo de Pedro Ventura de Bustillo y Herrera y de su esposa Ana María Gómez de Arce. Aunque casó en América con Doña Juana María Fernández de Miranda (hija del marqués del Premio Real, de Cartagena de Indias), no tuvo descendencia y el título de Marqués pasó a su hermano José.
El título fue rehabilitado en 1919 por el rey Alfonso XIII a favor de Álvaro Silvela de la Viesca y Casado, quién era hijo de Francisco Agustín Silvela y Casado y de María de la Concepción de la Viesca y Róiz de la Parra, I marquesa de Santa María de Silvela.

## Marqueses del Castañar
|                                 | Titular                                | Periodo                 |
| Creación por Carlos III         | Creación por Carlos III                | Creación por Carlos III |
| ------------------------------- | -------------------------------------- | ----------------------- |
| I                               | Fernando de Bustillo y Gómez de Arce   | 1766 - 1779             |
| II                              | José de Bustillo y Gómez de Arce       | 1779 - 1810             |
| Rehabilitación por Alfonso XIII |                                        |                         |
| V                               | Álvaro Silvela de la Viesca y Casado   | 1919-                   |
| VI                              | Irena Silvela de la Viesca y Pfefferie | 1973-actual titular     |

## Historia de los marqueses del Castañar
- Fernando de Bustillo y Gómez de Arce , I marqués del Castañar. Nacido en Vargas, Valle de Toranzo, Cantabria, el 6 de abril del año de 1715 , fallecido en Madrid el 2 de junio de 1779. Le sucedió su hermano:

- José de Bustillo y Gómez de Arce, II marqués del Castañar. Nacido en Vargas, Cantabria el 16 de noviembre de 1726, fallecido en el Ferrol el 6 de julio de 1810.

Rehabilitación en 1919:
- Álvaro Silvela de la Viesca y Casado (1899-.), V marqués del Castañar, IV marqués de Santa María de Silvela, VIII conde de San Mateo de Valparaíso.

1. Casó con Liselotte de Pfefferie y Kurz-Deissler. Le sucedió su hija:

- Irena Silvela de la Viesca y Pfefferie, VI marquesa del Castañar, V marquesa de Santa María de Silvela.

1. Casó con Luis del Castillo Escandón.

## Galería de imágenes

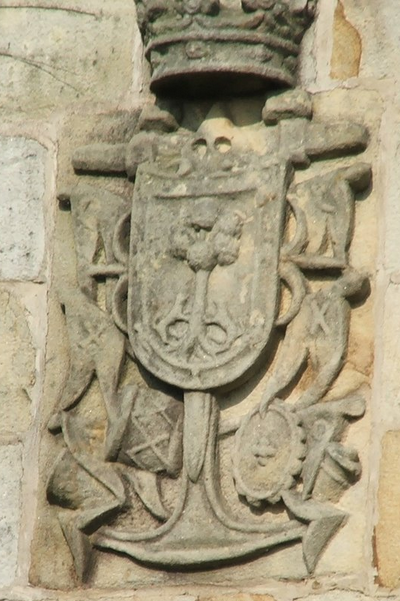
Escudo de los Bustillo, en el Palacio del Marqués del Castañar, en Vargas, Cantabria (Año de 1774). En el escudo se puede apreciar la corona de Marqués, el escudo de apellido Bustillo, así como la cruz de Caballero de Santiago, de fondo un Ancla.
Francisco Agustín Silvela y Casado, marqués de Santa María de Silvela, cuyo hijo Álvaro Silvela de la Viesca y Casado, rehabilitó el Marquesado del Castañar en 1919.